# Tumiditarsus cicatricornis
Tumiditarsus cicatricornis är en skalbaggsart som beskrevs av Dmytro Zajciw 1961. Tumiditarsus cicatricornis ingår i släktet Tumiditarsus och familjen långhorningar. Inga underarter finns listade i Catalogue of Life.